# پانچ‌بول، نیو ساوت ولز
پانچ‌بول (به انگلیسی: Punchbowl) یک حومه شهر در استرالیا است که در نیو ساوت ولز واقع شده‌است.